# Heilig Hartbeeld (Hintham)
Het Heilig Hartbeeld is een standbeeld in het Nederlandse dorp Hintham onder 's-Hertogenbosch, in de provincie Noord-Brabant.

## Achtergrond
Het Heilig Hartbeeld werd opgericht als een monument ter nagedachtenis aan de slachtoffers van de Tweede Wereldoorlog. Het werd ontworpen door beeldhouwer Charles Grips en mogelijk vervaardigd bij het Atelier St. Joris in Beesel.  Het oorlogsmonument is geplaatst naast de Heilige Annakerk, waar het in augustus 1949 door pastoor P. Hoekx werd onthuld.

## Beschrijving
Het keramieken beeld toont een staande Christusfiguur, gekleed als Christus Koning. Hij is omhangen met een mantel en draagt een kroon en in zijn linkerhand een scepter. Met zijn rechterhand wijst hij naar het Heilig Hart op zijn borst. 
Het beeld staat op een gemetselde bakstenen sokkel, waarop in 1994 een plaquette werd aangebracht met de namen van twaalf oorlogsslachtoffers. 

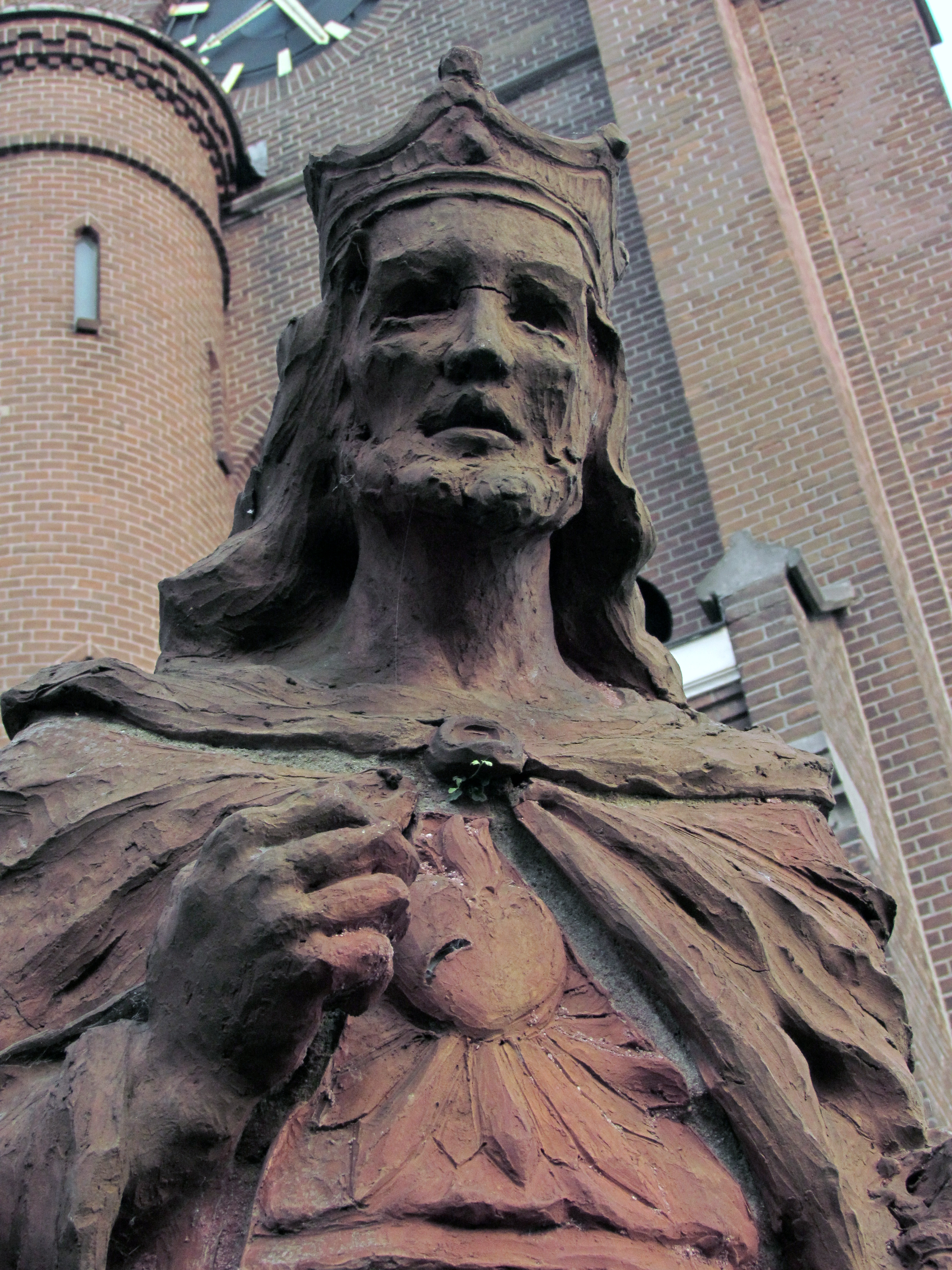
Detail
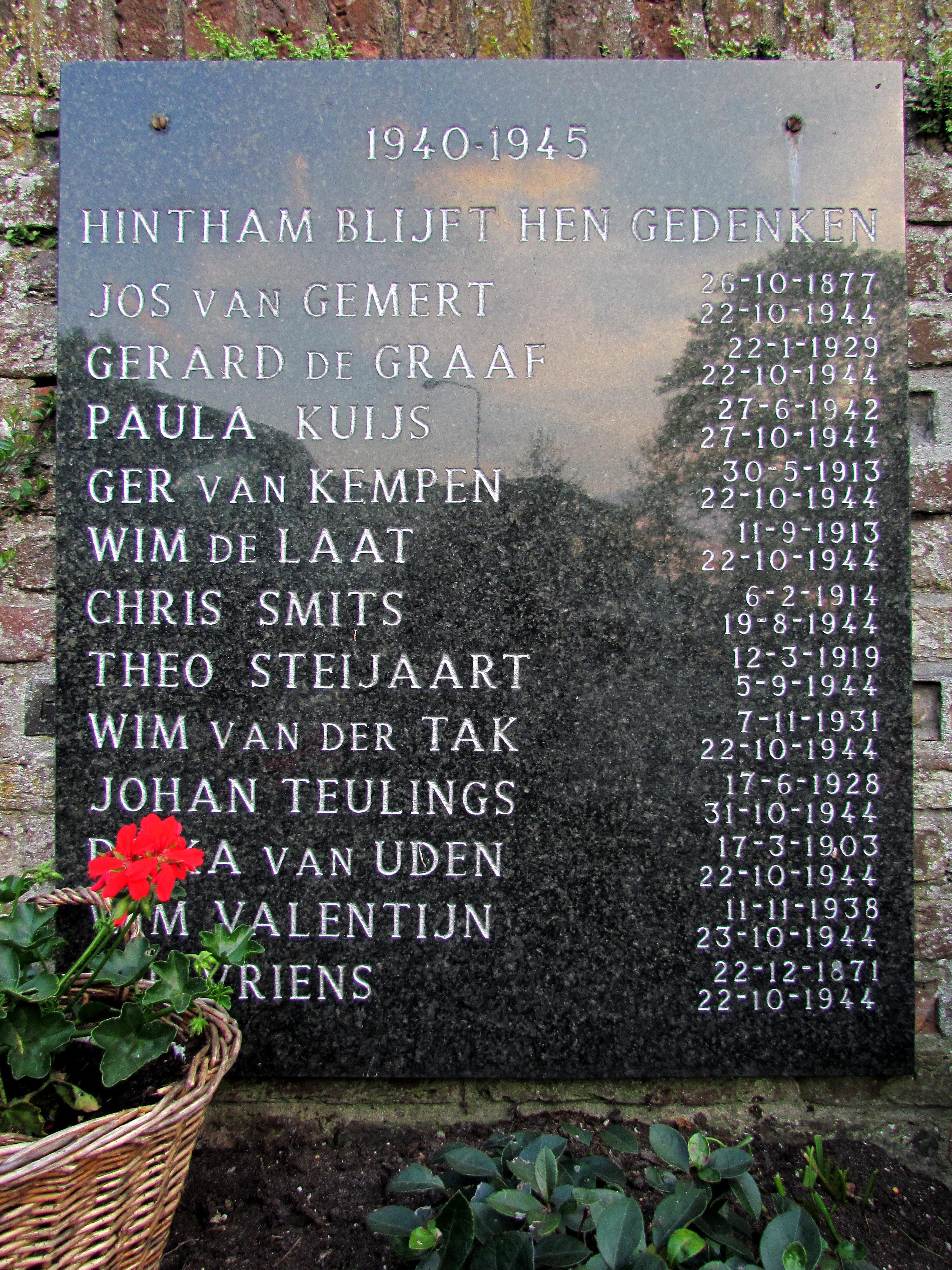
De plaquette